# Baby Face (film)
Baby Face is een Amerikaanse dramafilm uit 1933 met in de hoofdrol Barbara Stanwyck. De film was heel erg controversieel in zijn tijd omdat er heel openlijk over seksualiteit werd gesproken. Later datzelfde jaar zouden censuurwetten op alle Hollywood-producties gezet worden. De film werd in 2005 opgenomen in het National Film Registry.

## Rolverdeling
| Acteur             | Personage       |
| ------------------ | --------------- |
| Barbara Stanwyck   | Lily Powers     |
| George Brent       | Trenholm        |
| Donald Cook        | Ned Stevens     |
| Alphonse Ethier    | Adolf Cragg     |
| Henry Kolker       | J. P. Carter    |
| Margaret Lindsay   | Ann Carter      |
| Arthur Hohl        | Ed Sipple       |
| John Wayne         | Jimmy McCoy Jr. |
| Robert Barrat      | Nick Powers     |
| Douglass Dumbrille | Brody           |
| Theresa Harris     | Chico           |
| Charles Coleman    | Hodges          |
| Nat Pendleton      | Stolvich        |
| Harry Tenbrook     |                 |
| Edward Van Sloan   | Jameson         |
| Harry Wilson       |                 |